# Mollet de Peralada
Mollet de Peralada és un municipi de la comarca de l'Alt Empordà. Fins al 1984 se'n va dir Mollet d'Empordà, i tradicionalment s'havia anomenat Mollet prop Peralada. És als peus de la serra de l'Albera, amb boscos de pins, alzines i matolls.

## Història
Disposat sobre una petita elevació de terreny, el poble és a prop de l'església romànica de Sant Cebrià, antiga possessió del monestir de Santa Maria de Vilabertran, d'una única nau amb absis, modificat posteriorment amb capelles laterals. Al veïnat de Les Costes hi destaca l'església de Sant Joan Degollaci del segle xviii. Fins a la publicació del Reial Decret de 27 de juny de 1916 el municipi es deia simplement Mollet.
L'any 1846 el terme de Les Costes (Mollet de Peralada) va ser agregat al de Mollet per la política de reducció del número de municipis.

## Geografia
- Llista de topònims de Mollet de Peralada (Orografia: muntanyes, serres, collades, indrets..; hidrografia: rius, fonts...; edificis: cases, masies, esglésies, etc).

| Entitat de població | Habitants (2023) |
| Mollet de Peralada  | 200              |
| les Costes          | 15               |
| Cagaloca            | 0                |
| Font: Idescat       |                  |

## Demografia
| 1497 f | 1515 f | 1553 f | 1717 | 1787 | 1857 | 1877 | 1887 | 1900 | 1910 |
| ------ | ------ | ------ | ---- | ---- | ---- | ---- | ---- | ---- | ---- |
| 13     | 26     | 28     | 122  | 173  | 453  | 485  | 403  | 343  | 366  |

| 1920 | 1930 | 1940 | 1950 | 1960 | 1970 | 1981 | 1990 | 1992 | 1994 |
| ---- | ---- | ---- | ---- | ---- | ---- | ---- | ---- | ---- | ---- |
| 364  | 305  | 308  | 288  | 248  | 233  | 177  | 164  | 180  | 180  |

| 1996 | 1998 | 2000 | 2002 | 2004 | 2006 | 2008 | 2010 | 2012 | 2014 |
| ---- | ---- | ---- | ---- | ---- | ---- | ---- | ---- | ---- | ---- |
| 183  | 180  | 189  | 190  | 174  | 172  | 171  | 170  | 180  | 182  |

| 2016 | 2018 | 2020 | 2022 | 2024 | 2026 | 2028 | 2030 | 2032 | 2034 |
| ---- | ---- | ---- | ---- | ---- | ---- | ---- | ---- | ---- | ---- |
| 180  | 190  | 198  | 202  | 215  | -    | -    | -    | -    | -    |

## Economia
Els conreus són de secà. Principalment la vinya, els vins de la qual pertanyen a la denominació d'Origen Empordà. Sobresurten els vins blancs macabeus, la garnatxa, els rosats i els negres. La Cooperativa Agrícola Mollet va ser fundada el 1954. La ramaderia de bestiar boví i porcí en complementa l'economia.